# サルバン (ウイグル人)
サルバン（モンゴル語: Sarban、生没年不詳）は、モンゴル帝国に仕えたウイグル人の一人。『元史』における漢字表記は沙剌班(shālàbān)。ウカアト・カアン（順帝トゴン・テムル）の側近の一人であったことで知られる。
『元史』に列伝はないが楊瑀の『山居新話』でその事蹟について多く言及されており、『山居新話』に基づいて『新元史』巻136列伝33で立伝されている。

## 概要
サルバンの祖先は天山ウイグル王国に仕えていたカラ・イカチ・ブイルクで、英宗・泰定帝・明宗・文宗などに仕えたアリン・テムルの息子に当たる。サルバンは大元ウルス最後の皇帝として知られるトゴン・テムル（順帝ウカアト・カアン）の側近の一人で、トゴン・テムルが即位の儀礼として仏戒を受けた時にはともに戒を受けた。トゴン・テムルの即位後、サルバンは師としてトゴン・テムルの側近くに仕え、後に中書平章の地位を授けられた。サルバンは「山斎」と号したことから、ウカアト・カアン自らが書した「山斎」の二大字を下賜されている。
サルバンはウカアト・カアンの師として常に左右に侍っており、両者は親密な関係にあったとする逸話が残されている。ある時はサルバンが便殿で横になって微睡んでいたため、ウカアト・カアンは自らが腰掛けていたドルベジン（Dörbeǰin>朶児別真,四角形の敷物）を枕代わりに置いたという。またある時はサルバンの額の左上に出来物ができたため、ウカアト・カアンは自ら軟膏を手にとって塗ったという。
後至元年間（1335年-1440年）、位人臣を極めたバヤン太師は権勢を擅にし、これにおもねる者が多く現れた。ある時、王爵を有する者が「『セチェン（Sečen>薛禅）』という言葉はかつて多くの者が名前として用いていましたが、世祖皇帝（＝クビライ）の尊号（＝セチェン・カアン）となってより敢えて称する者はいなくなりました。今バヤン太師の功徳は広く知られており、まさに『セチェン』の名を与えるべきです」と上奏したが、これはバヤンの腹心である御史大夫テムル・ブカが唆して行わせたものであった。これに対し、サルバンは「万一要請に従って慣例を曲げれば、まったく適当であるとはいえない」として反対し、欧陽玄・掲傒斯らの協議によって「薛禅（セチェン）」でなく「元徳上輔」の称号が授けられることになった。
この他にもバヤンに対して「龍鳳牌」を作成することや、カアンの出す命令文の常套句である「上天眷命皇帝聖旨」を用いることなど、バヤンを皇帝と同格の存在と遇するような工作が屡々行われた。『山居新話』の著者の楊瑀はバヤンが「セチェン」を称しようとしたことを、九錫（古代中国で、皇帝のみ使用が許された品を臣下に許可することで恩賞とするもの）以上のことであると評している。死後、北庭王に追封されている。

## ブイルク家
- カラ・イカチ・ブイルク（Qara yiqači buyiruq ＞哈剌亦哈赤北魯/hālà yìhāchì bĕilŭ）
  - ユトゥス・イナル（Yutus Inal ＞月朶失野訥/yuèduǒshī yěnè）
    - キチク・ソンクル（Kičig Songur ＞乞赤宋忽児/qǐchì sònghūér）
      - タタル（Tatar ＞塔塔児/tǎtǎér）
      - ウルスマン（Ürsman ＞月児思蛮/yuèérsīmán）
        - アルトミシュ・テムル（Altmiš temür ＞阿的迷失帖木児/ādemíshī tièmùér）
          - アリン・テムル（Arin temür ＞阿隣帖木児/ālín tièmùér）
            - サルバン（Sarban ＞沙剌班/shālàbān）
              - 世傑班

            - トゥクルク（Tuqluq ＞禿忽魯/tūhūlǔ）
            - チャナル（Čanar ＞咱納禄/zánnàlù）